# 145166 Leojematt
145166 Leojematt este o planetă minoră (asteroid) din centura de asteroizi. A fost descoperită pe 3 mai 2005 la Table Mountain Observatory⁠(d) de James Whitney Young⁠(d). 
Obiectul prezintă o orbită caracterizată de o semiaxă mare de 2,267359127183 UAi, o excentricitate de 0,12355891649783, o înclinație de 7,9292000349205 ° în raport cu ecliptica.